# Kaipan
Kaipan — небольшой производитель автомобилей в Чешской республике, который сосредоточен на производстве родстеров.

## История
Компания была основана в 1991 году, но первый автомобиль представила лишь в 1997 году. Kaipan 47, создан на основе Lotus Seven, название было заменено на Kaipan 57. В 2006 году была представлена модель собственной разработки получивший название — 14, В 2008 году модель была обновленна и переименована — Kaipan 15. В начале 2012 года была представлена новая модель под названием — Kaipan 16. В настоящее время компания выпускает модели: 14, 16 и 57. В 2018 году был представлен Kaipan 57а, среди главных нововведений – соответствие экологическому стандарту Евро-6.

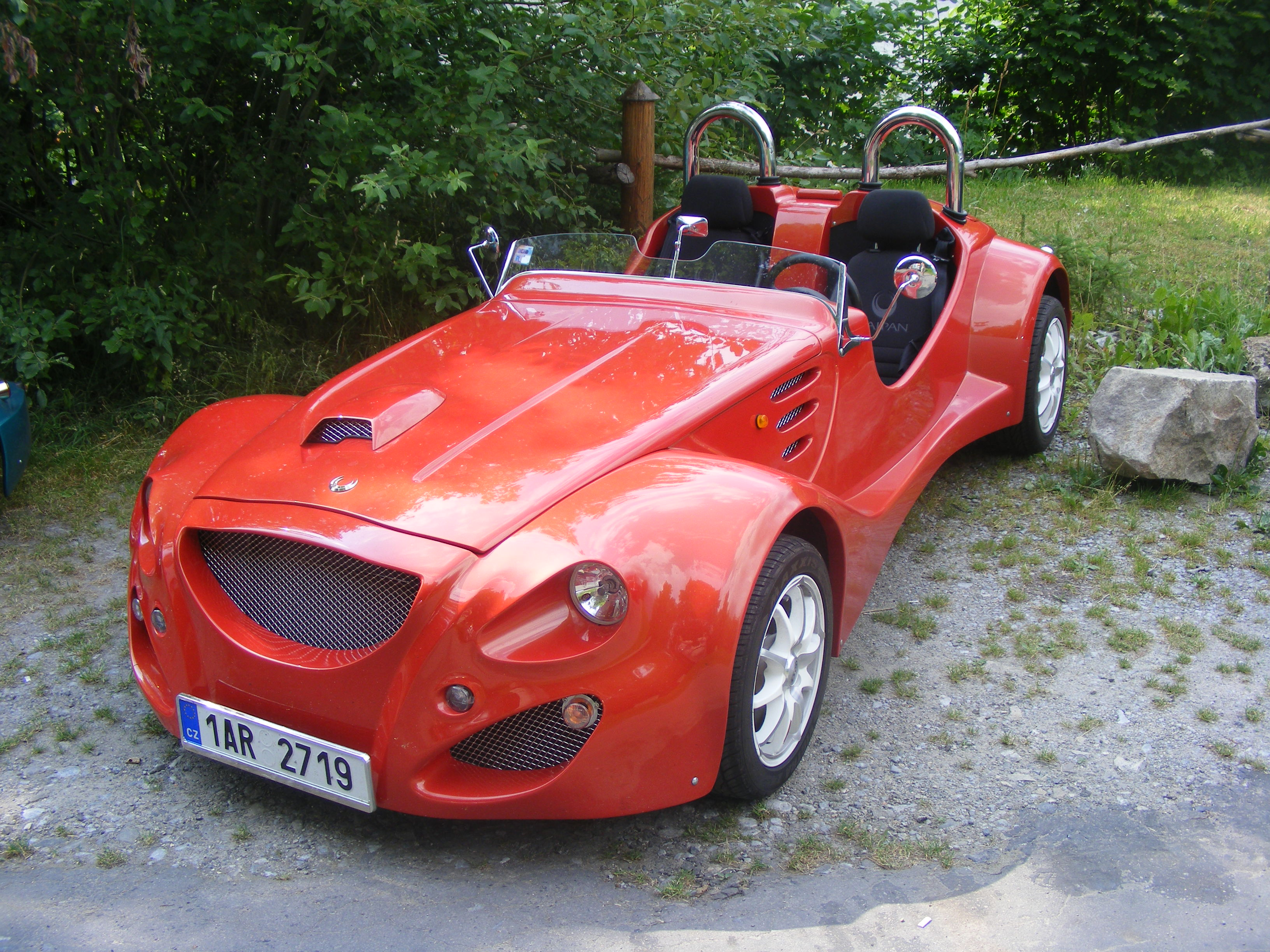
Kaipan 14

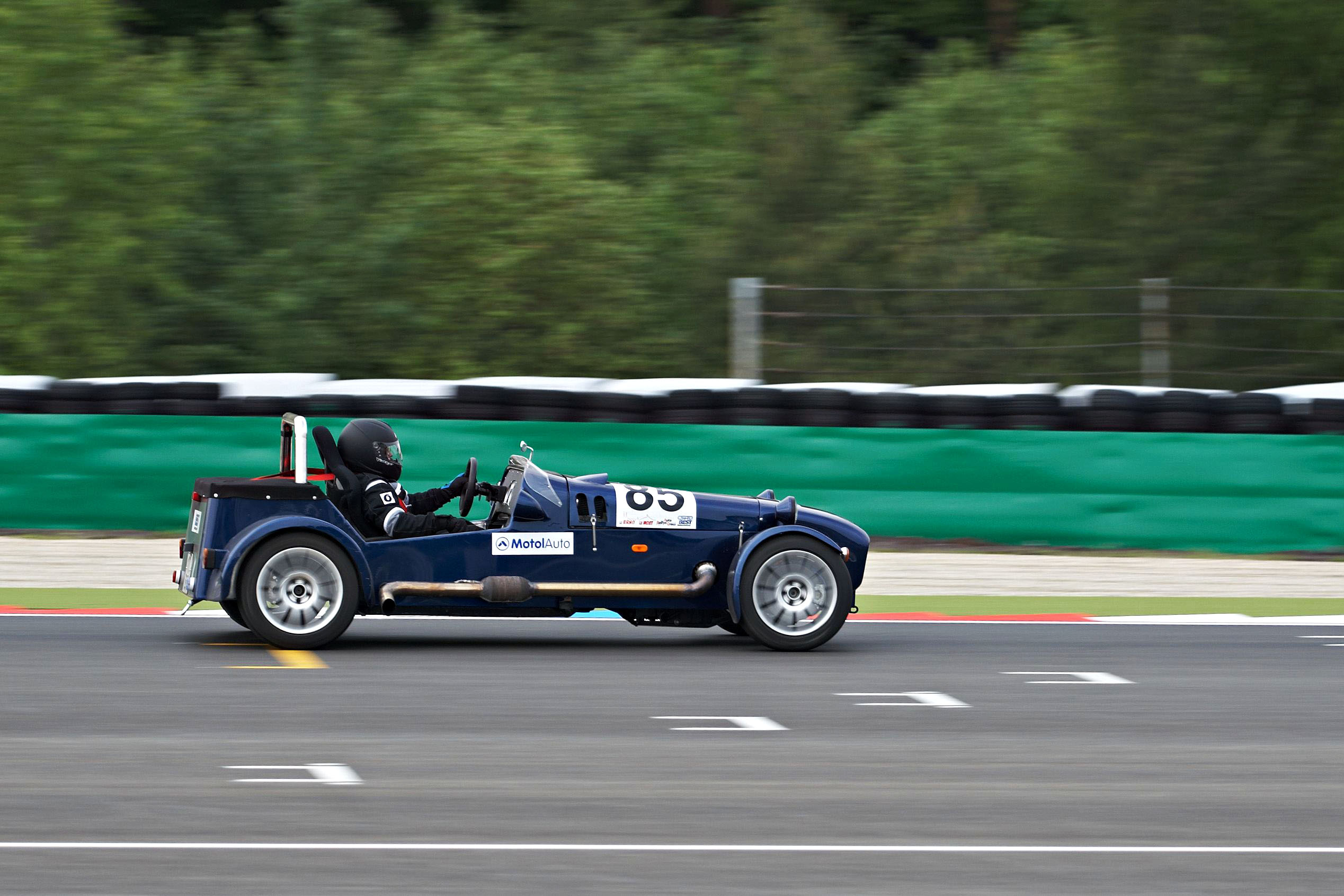
Kaipan 57

## Выпускаемые модели
- Kaipan 47
- Kaipan 57
- Kaipan 14
- Kaipan 15
- Kaipan 16